# Der geteilte Visconte
Der geteilte Visconte (italienischer Originaltitel Il visconte dimezzato) ist ein Roman des italienischen Schriftstellers Italo Calvino, der 1952 beim Verlag Einaudi veröffentlicht wurde. Auf Deutsch erschien der Roman erstmals 1957 in der Übersetzung durch Oswalt von Nostitz beim S. Fischer Verlag in Frankfurt am Main. Zusammen mit Der Baron auf den Bäumen (1957) und Der Ritter, den es nicht gab (1959) bildet Der geteilte Visconte Calvinos Trilogie Unsere Vorfahren.

## Handlung
Der Adelige Medardo di Terralba wird in den Türkenkriegen von einer Kanonenkugel getroffen und dabei symmetrisch in zwei Hälften geteilt, die beide überleben. Während die eine seine guten Eigenschaften repräsentiert, steht die andere für seine bösen. Der „böse“ Medardo kehrt alsbald auf das Landgut seiner Familie in Ligurien zurück, wo er alsbald ein wahres Schreckensregiment etabliert. So lässt er Bauern, Wilderer oder auch nur ihm unliebsame Personen erbarmungslos zum Tode verurteilen und aufhängen. Auch neigt er dazu, jedes Lebewesen, das ihm unterkommt, von der Ziege bis zu Pilz und Blume gleich seinerselbst in zwei Hälften zu spalten. Auch seine ehemalige Amme Sebastiana, die Bewohner der Aussätzigenkolonie von Pratofungo, im Lande ansässige Hugenotten sowie die Schäferin Pamela, in die sich Medardo verliebt, sowie deren Eltern haben unter ihm zu leiden.
Eines Tages taucht auch die ursprünglich für tot gehaltene „gute“ Hälfte des Visconte in Terralba auf, wird alsbald zum Gegenspieler des „bösen“ Medardo und macht – zur Verwirrung der Dorfbewohner – regelmäßig dessen Untaten wieder gut. Als auch sie sich in Pamela verliebt und beide Hälften des Visconte das Mädchen heiraten wollen, kommt es zum Showdown in Form eines Degengefechts. Beide Hälften des Viscontes werden schwer verwundet – dann aber von dem im Dorf ansässigen englischen Schiffsarzt Dr. Trellawney wieder zu einer Person zusammengenäht – einem normalen Menschen mit guten und bösen Charakterzügen.

## Rezeption
Carol King schreibt in ihrer Buchrezension: „Mit Der Geteilte Visconte erwies sich Italo Calvino als großartiger Erzähler einer phantastischen Märchengeschichte mit allegorischer Bedeutung. Der Roman spielt im 17. Jahrhundert und berichtet, wie der Visconte Medardo di Terralba von einer Kanonenkugel in zwei Hälften gespalten wird. Ein Märchen – aber dieses Werk eines hochpolitischen Autors kann auch als wachsendes Unbehagen über die Teilung der Welt durch den Kalten Krieg interpretiert werden.“ Im Buchumschlag einer Ausgabe mit den beiden Romanen Der geteilte Visconte und Der Ritter, den es nicht gab des Hanser Verlags heißt es: „Die beiden nach vielen Jahren wieder vorgelegten Roman bilden zusammen mit Der Baron auf den Bäumen die Trilogie Unsere Vorfahren, eine Ahnengalerie von Phantasten, Schwärmern und Utopisten, die einmal zu unserer Gesellschaft gehörten und nun nur noch bei dem großen Zauberer Italo Calvino zu besichtigen sind.“

## Referenzen
Der geteilte Visconte ist in dem literarischen Nachschlagewerk 1001 Kinder- und Jugendbücher – Lies uns, bevor Du erwachsen bist! für die Altersstufe 12+ Jahre enthalten.

## Ausgaben
- Il visconte dimezzato. Giulio Einaudi editore, Turin 1952.
- Der geteilte Visconte. Aus dem Italienischen von Oswalt von Nostitz. S. Fischer Verlag, Frankfurt am Main 1957.
  - Der geteilte Visconte / Der Ritter, den es nicht gab. Zwei Romane. Hanser Verlag, 1985, ISBN 978-3-446-14078-3.
  - Der geteilte Visconte. Aus dem Italienischen von Oswalt von Nostitz. Fischer Taschenbuch Verlag, Frankfurt am Main 2013, ISBN 978-3-596-90507-2.